# Batracomorphus palamedes
Batracomorphus palamedes är en insektsart som beskrevs av Knight 1983. Batracomorphus palamedes ingår i släktet Batracomorphus och familjen dvärgstritar. Inga underarter finns listade i Catalogue of Life.